# Афанасьєв Іларіон Панасович
Іларіон Панасович Афанасьєв (5 квітня 1905, село Ускаси Чебоксарського повіту  Казанської губернії, тепер Маріїнсько-Посадського району, Чувашія, Російська Федерація — 15 травня 1975, місто Воронеж, тепер Російська Федерація) — радянський державний діяч, голова Ради міністрів Чуваської АРСР. Депутат Верховної ради РРФСР 2-го скликання. Депутат Верховної ради СРСР 3—4-го скликань. Кандидат сільськогосподарських наук (1935).

## Життєпис
У 1930 році закінчив Московську сільськогосподарську академію імені Тімірязєва.
У 1931—1936 роках — керівник наукової лабораторії землеробства Нечорноземної зони, заступник директора з наукової роботи Всесоюзного інституту добрив. Член ВКП(б).
У 1932 році закінчив аспірантуру Всесоюзного науково-дослідного інституту добрив та агротехніки.
У 1936—1945 роках — інструктор ЦК ВКП(б).
У 1945 — березні 1947 року — 2-й секретар Орловського обласного комітету ВКП(б).
22 березня 1947 — 3 лютого 1955 року — голова Ради міністрів Чуваської АРСР.
У 1955—1971 роках перебував на науково-педагогічній роботі в Чуваській АРСР та у Воронезькому сільськогосподарському інституті.
Основні праці: «Посібник із застосування добрив під картоплю» (1933), «Посібник із застосування добрив у Чуваській республіці» (1934), «Відновлення та розвиток сільського господарства Орловської області у новій п'ятирічці» (1946), «Завдання сільських рад із підйому сільського господарства та культури» (1954), «Кукурудза — цінна кормова культура» (1955), «Кукурудза в Чуваській АРСР» (1956), «Методичні поради до лекції на тему: "Мінеральні добрива"» (1964).
Помер 19 травня 1975 року у Воронежі. Похований на меморіальному цвинтарі міста Чебоксар.

## Нагороди і звання
- орден Леніна
- два ордени Трудового Червоного Прапора
- орден «Знак Пошани»
- медалі